# Lycoderes minamen
Lycoderes minamen är en insektsart som beskrevs av Buckton 1901. Lycoderes minamen ingår i släktet Lycoderes och familjen hornstritar. Inga underarter finns listade i Catalogue of Life.